# 茨爾納特拉瓦
42°48′36.53″N 22°17′56.43″E / 42.8101472°N 22.2990083°E

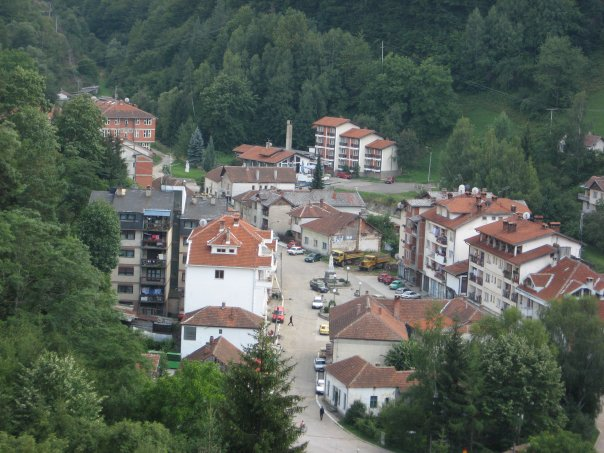

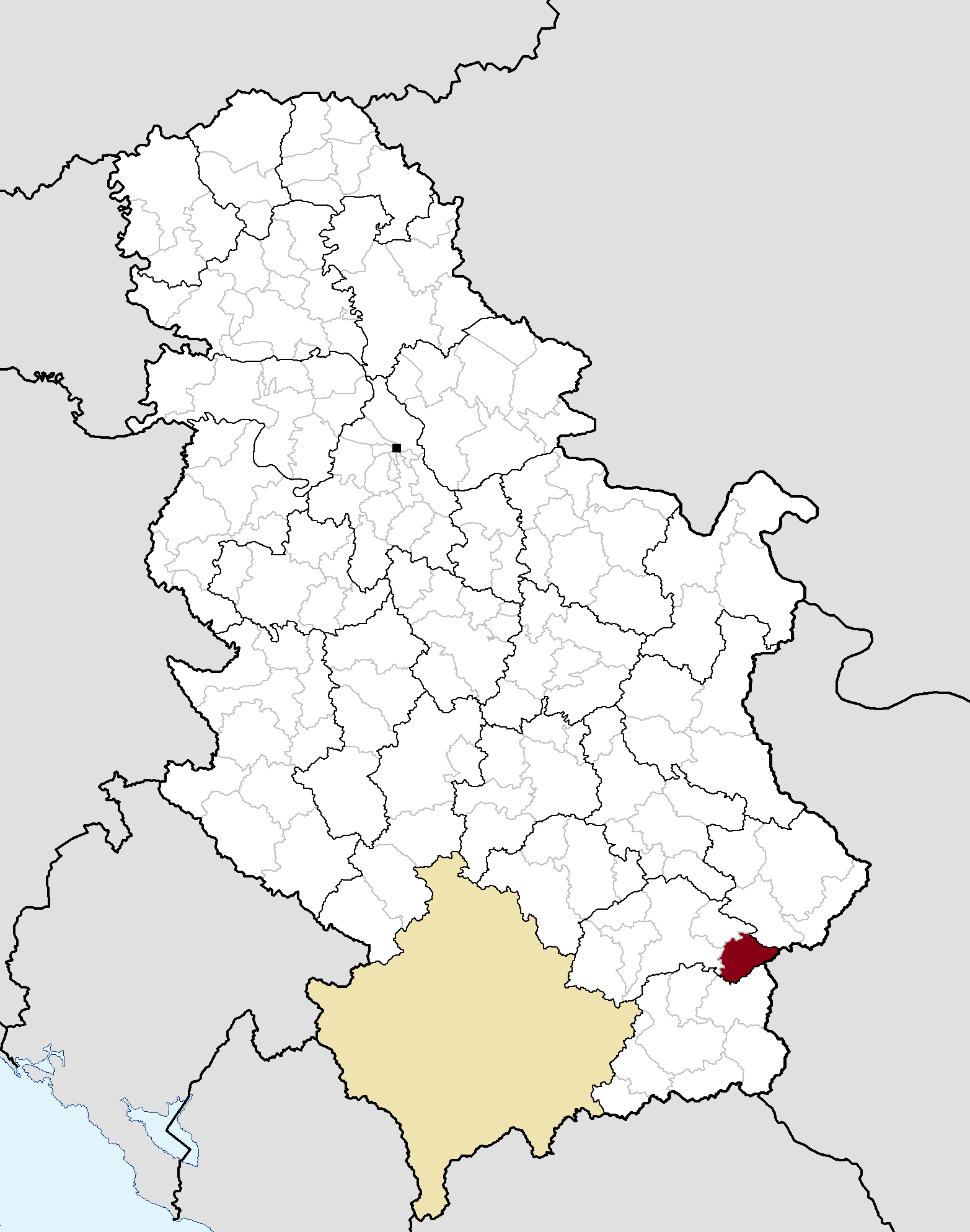

茨爾納特拉瓦，是塞爾維亞的城鎮，位於該國東南部，由雅布蘭尼卡州負責管轄，面積312平方公里，海拔高度964米，2011年人口1,661，人口密度每平方公里5人。